# 鈴木貴史
鈴木 貴史（すずき たかふみ、1988年6月11日 - ）は、日本の起業家。
採用マーケティングプラットフォームMyシリーズを提供するTalentX （旧：MyRefer）創業者。
2019年、経済産業省後援「第4回HRテクノロジー大賞」採用部門賞、日本の人事部「HR Award2019」を受賞。2021年、東洋経済「すごいベンチャー100」に選出。

## 略歴
和歌山県和歌山市生まれ。600年続く寺の家系で育ち、歴史やルールの大切さを学ぶ一方で、ゼロから何かを作り上げていきたいという気持ちが強くあり「新しいルールを作る側になりたい」という起業家精神が芽生える。
2007年和歌山県立桐蔭高等学校を卒業。小学校から高校までサッカー部に所属。学生時代音楽活動にも精力的に参加し、バンド活動でボーカルを務める。2012年静岡大学 農学部バイオサイエンス科を卒業、研究ではなく、自ら01を生み出す起業家になりたいという想いから、2012年株式会社インテリジェンスに入社。同社の法人営業として企業のキャリア採用を支援した後HRTech新規事業開発に従事。
2015年、当時最年少で企業内ベンチャーとして「MyRefer」を創業。リファラル採用の概念を提唱し、日本初のリファラル採用活性化プラットフォームMyReferをリリース。
2018年、株式会社TalentXを設立し、代表取締役社長CEOに就任。
2019年、経済産業省後援「第4回HRテクノロジー大賞」採用部門賞、日本の人事部「HR Award2019」を受賞。
2021年、東洋経済「すごいベンチャー100」に選出。
2022年、国内初の採用MAサービス「MyTalent」をリリース。採用マーケティングプラットフォーム「Myシリーズ」として全国800社の企業、70万人の社員ユーザーが利用するサービスに。
2023年、「TalentX」に社名変更し、日本企業の採用活動を変革するチャレンジをしている。
2024年、人的資本経営促進に向けた採用ブランディングサービス「MyBrand」をリリース。
2025年3月18日、東京証券取引所グロース市場に上場（証券コード：330A）。
趣味はサッカー、ランニング、サウナ、愛犬と散歩
。

## 著書
- 『人材獲得競争時代の 戦わない採用 「リファラル採用」のすべて』（2023年3月26日、日本能率協会マネジメントセンター）